# NGC 427
NGC 427 es una galaxia espiral barrada de la constelación de Sculptor. 
Fue descubierta el 25 de septiembre de 1834 por el astrónomo John Herschel.